# Pozal de Gallinas (kommunhuvudort)
Pozal de Gallinas är en kommunhuvudort i Spanien.   Den ligger i provinsen Provincia de Valladolid och regionen Kastilien och Leon, i den centrala delen av landet, 140 km nordväst om huvudstaden Madrid. Pozal de Gallinas ligger 732 meter över havet och antalet invånare är 505.
Terrängen runt Pozal de Gallinas är platt. Runt Pozal de Gallinas är det ganska glesbefolkat, med 24 invånare per kvadratkilometer. Närmaste större samhälle är Medina del Campo, 6,3 km väster om Pozal de Gallinas. Trakten runt Pozal de Gallinas består till största delen av jordbruksmark.